# Aschura-Einheit
Die Aschura-Einheit (persisch نیروی عاشوراء nirou-e-Ashura) auch Aschura-Pasdaran, Aschura-Bataillon, Aschura-Corps oder Aschura-Division genannt, ist eine Einheit innerhalb der Islamischen Revolutionsgarden des Irans bestehend aus den ihnen unterstehenden Mitgliedern der Freiwilligenmiliz der Basidsch. Der Name ist eine Anspielung auf das schiitische Trauerfest Aschura, an welchem des Martyriums des dritten Imam Hussain gedacht wird.

## Entstehung und Auftrag
Während des achtjährigen Iran-Irak-Krieges entstanden die ersten Aschura-Einheiten bestehend
aus meist jungen freiwilligen Basidschis, die erstmals 1982 bei der iranischen Gegenoffensive als Minenräumer in Himmelfahrtskommandos zum Einsatz kamen. Leiter der Aschura-Einheiten während dieser Zeit war der spätere Kommandeur der Islamischen Revolutionsgarden Mohammad Ali Dschafari. Die seit 1993 neu aufgestellten Aschura-Einheiten sind speziell auf die Niederschlagung von Unruhen und Aufständen im Inland ausgerichtet. Des Weiteren werden die Einheiten im Kriegsfall auf Boden- und Guerillaeinsätze im Inneren und außerhalb des Iran vorbereitet. Die Mannschaftsstärke der Aschura-Einheit wird auf 17.000 Männer und Frauen geschätzt.